# Pseudograffilla
Pseudograffilla är ett släkte av plattmaskar. Pseudograffilla ingår i familjen Graffillidae.
Släktet innehåller bara arten Pseudograffilla arenicola.